# Megaloodes
Megaloodes is een geslacht van kevers uit de familie van de loopkevers (Carabidae). De wetenschappelijke naam van het geslacht is voor het eerst geldig gepubliceerd in 1896 door Lesne.

## Soorten
Het geslacht Megaloodes is monotypisch en omvat slechts de volgende soort:
- Megaloodes politus Lesne, 1896